# Адам Михник
Адам Михник (на полски: Adam Michnik) е полски общественик, дисидент и публицист, сред най-активните представители на нелегалната опозиция в Полската народна република в периода 1968 – 1989 г. Главен редактор на в-к „Газета Виборча“. Носител на много отличия, включително на титлата Рицар на Легиона на честта.

## Биография

### Поизход и младежки години
Роден е на 17 октомври 1946 г. във Варшава в семейството на евреина Озяш (Uzziah) Шехтер, първи секретар на Комунистическата партия на Западна Украйна, и Хелена Михник, историчка, активистка на комунистическата партия и авторка на книги за деца. Брат е на Стефан Михник, който е военен съдия през 50-те години, по време на ожесточения сталинизъм. През 1968 г. Стефан Михник емигрира в Швеция, където живее до смъртта си през 2021 г. Официално е обвинен от Полския институт за национална памет в комунистически престъпления (на полски: zbrodnie komunistyczne), сред които за екзекуции на членове на полски бойци от антинацистката съпротива, както и за смъртната присъда над недоказани шпиони като майор Зефирин Махала.
Доведеният брат на Адам Михник по бащина линия, Йежи Михник (роден през 1929 г.), се установява след 1957 г. в Израел, а след това се премества в Ню Йорк.
Докато е ученик в основното училище, той става активен член на Съюза на Полското скаутство, в отряд, ръководен от Яцек Курон. Когато Адам кара средното си образование, неговият скаутски отряд е забранен и той започва да посещава събрания на дискусионния интелигентски Клуб на кривия кръг (на полски: Klub Krzywego Koła). След като клубът е закрит през 1962 г., той получава подкрепата на Ян Юзеф Липски и Адам Шаф да основе Клуб на търсачите на противоречия (на полски: Klub Poszukiwaczy Sprzeczności).
През 1964 г. започва да следва история във Варшавския университет. На следващата година той е временно изключен, тъй като разпространява сред колегите си отворено писмо до членовете на управляващата Полска обединена работническа партия (ПОРП). В него авторите му Яцек Курон и Карол Модзелевски призовават за реформиране на политическата система в страната. През 1966 г. организира дискусия с Лешек Колаковски, който е изгонен от ПОРП няколко седмици по-рано за критиката си на политическите лидери. В резултат Михник отново е под прицела на властите. През 1965 г. ПОРП забранява отпечатването на текстовете му и оттогава той пише под псевдоним в различни вестници, като напр. „Życie Gospodarcze“, „Więzi“, „Literatura“.
През март 1968 г. е изгонен от университета, след като взема участие в политическите демонстрации, разразили се по повод забраната от страна на цензурата на постановката на „Задушница“ на Адам Мицкевич в Народния театър във Варшава, режисирана от Кажимеж Деймек. Владислав Гомулка използва еврейския произход на Михник и някои други дисиденти, за да проведе антисемитска кампания, обвинявайки евреите за кризата. Михник е арестуван и осъден на три години затвор за хулиганство.
През 1969 г. е амнистиран и пуснат на свобода, но му е забранено да продължи своето висше образование. Едва в средата на 1970-те години забраната е отменена и Михник завършва история в университета „Адам Мицкевич“ в Познан с дипломна работа под ръководството на проф. Лех Трецяховски.

### Опозиционерство
След като излиза от затвора, Михник работи в продължение на 2 години като оксиженист в завод „Роза Люксембург“, а по-късно с препоръката на Яцек Курон е назначен на работа като личен секретар на Антони Слонимски.
През 1976 – 1977 г. живее в Париж. След като се връща в Полша, той се включва в прохождащия Комитет за защита на работниците, една от най-големите опозиционни организации през 70-те години. Превръща се в един от най-дейните активисти на организацията и в поддръжник на Обществото за образователни курсове (на полски: Towarzystwo Kursów Naukowych).
В периода 1977 – 1989 г. е член на редколегията на нелегални вестници като „Biuletyn Informacyjny“, „Zapis“ и „Krytyka“. Освен това участва в управлението на един от най-големите нелегални издатели, NOWa.
През 1980 – 1989 г. е съветник на профсъюза „Солидарност“ в Мазовия, както и на Леярския работнически комитет „Солидарност“. Когато е обявено военно положение през декември 1981 г., той е отначало е интерниран, но след като отказва да напусне доброволно страната, е арестуван и обвинен в подривна дейност.
До 1984 г. е в затвора без присъда, тъй като прокуратурата умишлено протака процеса. Михник настоява случаят да бъде приключен или прекратен. Той иска статут на политически затворник и обявява гладна стачка в затвора. През 1984 г. е амнистиран и излиза от затвора. След това участва в опит за организиране на стачка в Гданската корабостроителница. В резултат на това отново е арестуван през 1985 г. и този път е осъден на три години затвор. Освободен е на следващата година при нова амнистия.

### Към либерална демокрация
През 1988 г. Михник става съветник на Лех Валенса в неформалния Координационен комитет, а по-късно става член на Гражданския комитет „Солидарност“. Взема дейно участие в планирането и предварителните преговори за Кръглата маса през февруари-април 1989 г., в която също участва. След това по молба на Валенса организира голям ежедневен вестник, който трябва да бъде печатен орган на ГК „Солидарност“ преди изборите през юни 1989 г. Този вестник е „Газета Виборча“. Михник става негов главен редактор и кани бивши журналисти от Biuletyn Informacyjny да работят при него. На парламентарните избори, проведени на 4 юни 1989 г., Михник е избран за народен представител от ГК „Солидарност“ на Валенса.
Между 12 април и 27 юни 1990 г. Адам Михник, Богдан Крул (директор на централния архив Archiwum Akt Nowych) и историците Анджей Айненкиел и Йежи Холцер получават достъп до архивите на Министерството на вътрешните работи. Тази група става известна като Комисията „Михник“ и е създадена по идеята на историка Хенрик Самсонович. Резултатът от тримесечната им работа е кратък доклад, в който обявяват, че архивите не са пълни.
Като народен представител в Сейма и редактор на „Газета Виборча“ Михник активно подкрепя правителството на премиера Тадеуш Мазовецки и кандидатурата му за президент през 1990 г., за сметка на тази на Валенса. След разпадането на ГК „Солидарност“ и неуспеха на Мазовецки Михник слиза от политическата сцена и не се кандидатира на следващите парламентарни избори. Вместо това той насочва усилията си върху своята журналистическа и редакторска кариера. Под неговото ръководство Газета Виборча се превръща в един от най-четените и влиятелни ежедневници в Полша. На базата на този вестник е създадена медийната корпорация Agora SS.
На 22 юли 2002 г. Адам Михник записва как медийният продуцент Лев Ривин му предлага да уреди промяна в проектозакон, която да позволи на Agora SS да се сдобие с Polsat; в замяна Ривин иска подкуп в размер на 17,5 млн. долара. През декември 2002 г. Михник и Павел Смоленски правят тази т.нар. афера Ривин публично достояние и тя се превръща в обществен скандал, особено след като Ривин замесва имена на хора като Лешек Милер – тогавашния полски премиер.
През есента на 2004 г. поради здравословни проблеми (страда от туберкулоза) се отказва от активното си участие в редактирането на „Газета Виборча“ и предава задълженията си на колегата си от редакцията Хелена Лучиво